# Пасьовини
Пасьови́ни — село в Україні, у Дубов'язівській селищній громаді Конотопського району Сумської області. Населення становить 11 осіб. Колишній орган місцевого самоврядування — Сніжківська сільська рада.
Після ліквідації Буринського району 19 липня 2020 року село увійшло до Конотопського району.

## Географія
Село Пасьовини розташоване на правому березі річки Биж, бія її витоків, нижче за течією на відстані 2.5 км розташоване село Біжівка, на протилежному березі — село Молодівка.

## Історія
- Село постраждало внаслідок геноциду українського народу, проведеного урядом СССР 1932—1933 та 1946–1947 роках, встановлено смерті 3 людей[2].